# Басхой (Итум-Калинский район)
Басхой (чечен. Басах) — развалины покинутого села в Итум-Калинском районе Чеченской Республики.
Это заброшенное селение замкового типа расположено у горы Заглдук. Находится в долине реки Чанты-Аргун, расположенной на оконечности острого как нож хребта и на вершине отвесной скалы.